# 龍谷寺 (南魚沼市)
龍谷寺（りゅうこくじ）は、新潟県南魚沼市にある曹洞宗の寺院。

## 歴史
創建年代は不明である。当初は天台宗の寺院で、近くの堂平山にあった「六万寺」が前身である。その後真言宗に、16世紀中期頃に曹洞宗に転宗した。
現在は群馬県みなかみ町の嶽林寺の末寺になっている。本堂は禅宗様であるが、観音堂はインド風建築で、1965年（昭和40年）にハワイの日系人らの寄付により完成された。

## 文化財
- 龍谷寺の雲蝶・源太郎彫刻（南魚沼市指定文化財 平成26年6月25日指定）[3]

## 交通アクセス
- 大和SICより車9分。